# Taris, roi de l'eau
Taris, roi de l'eau is een Franse documentaire uit 1931 onder regie van Jean Vigo.

## Verhaal
Jean Vigo filmt de talenten van de Franse zwemkampioen Jean Taris. De filmtechniek van Vigo raakt vervlochten met de zwemstijl van Taris tijdens de documentaire.

## Rolverdeling
| Acteur     | Personage |
| ---------- | --------- |
| Jean Taris | Zichzelf  |